# Перица, Петар
Пе́тар Пе́рица (хорв. Petar Perica, 27 июня 1881, Котишина около Макарски — 24 октября 1944, Дакса) — хорватский католический священник, член ордена Иезуитов, автор католических гимнов «Zdravo Djevo» и «Do nebesa nek se ori».

## Биография
Петар Перица родился в Котишине около Макарски, в которой окончил начальную школу. В 1895 году продолжил обучение в Травнике. После того, как Папа Лев XIII освятил Праздник Святейшего Сердца Иисуса в 1899 году, в Хорватии при поддержке Перицы стартовала инициатива, направленная на привлечение хорватской молодёжи к посвящению себя Святому Сердцу. Выпущенная для этой цели брошюра включала гимн Перицы «Do nebesa nek se ori», который остаётся одной из самых популярных хорватских литургических песен. В 1900 году состоялось хорватское паломничество в Рим, во время которого Петар Перица и Франьо Шольц вручили Льву XIII альбом, содержащий подписи более 160 тысяч молодых хорватских верующих.
В 1901 году Перица вступил в иезуитский орден. 24 октября 1944 года он был убит югославскими партизанами на маленьком островке Дакса около Дубровника.
Когда были эксгумированы тела казнённых на острове, анализ ДНК определил останки Перицы, и спустя почти 66 лет после гибели, 26 июня 2010 года, он был перезахоронен на кладбище Бониново в Дубровнике.